# Барский район
Ба́рский райо́н (укр. Барський район) — упразднённая административная единица на западе Винницкой области Украины. Административный центр — город Бар.

## География
Площадь — 1 100 км².
Основные реки — Ров и Лядова.

## История
Район образован в 1923 году. 10 сентября 1959 года к Барскому району была присоединена часть территории упразднённого Копайгородского района.

## Демография
Население района составляет 53 720 человек (на 1 июня 2013 года), в том числе городское население 17 739 человек (33,02 %), сельское — 35 981 человек (66.98 %).

## Административное устройство
Количество советов (рад):
- городских — 1
- поселковых — 1
- сельских — 27

## Населённые пункты
Количество населённых пунктов:
- городов районного значения — 1 (Бар)
- посёлков городского типа — 1 (Копайгород — 1 490)
- сёл — 85
- посёлков сельского типа — 7

Всего насчитывается 94 населенных пункта.

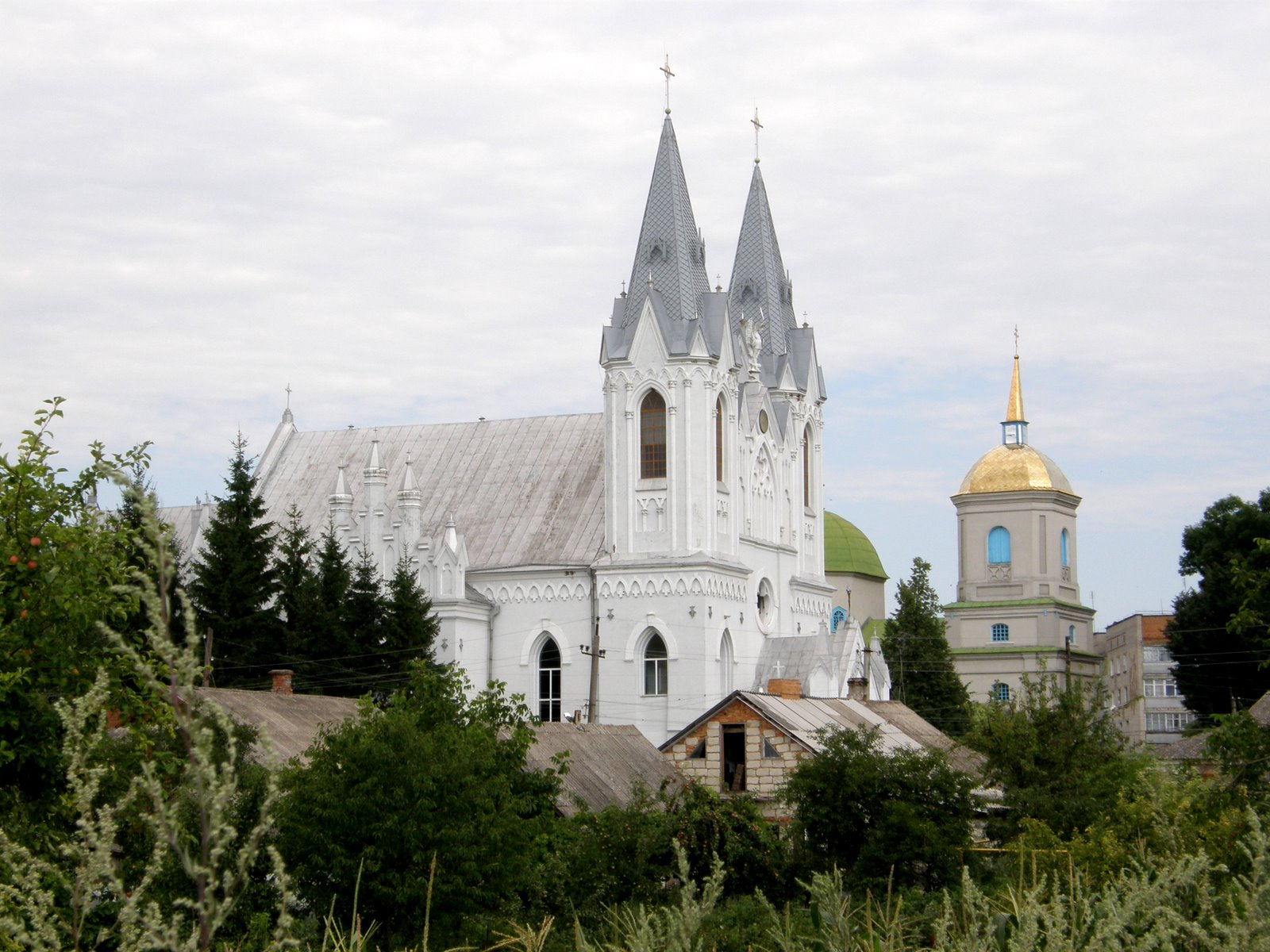
Костел св. Анны, 1811, г. Бар